# 양지초등학교 (울산)
양지초등학교는 대한민국 울산광역시 동구에 있는 공립 초등학교이다.

## 학교 연혁
- 2003. 12. 31 조례(제667호) 공포 및 설립 인가
- 2004. 03. 01 상진초등학교에서 분리개교(21학급)
- 2005. 02. 21 제1회 졸업식(남:30, 여:26, 계:56명 졸업)
- 2011. 09. 01 제5대 윤명숙 교장선생님 부임
- 2013. 12. 09 과학교육종합평가 우수학교 선정
- 2014. 01. 24 학교문화개선연구선도학교 교육부 장관상 수상
- 2014. 12. 24 학교체육 활성화 우수학교 교육부 장관상 수상
- 2014. 12. 24 학부모 학교 참여 우수학교 교육부 장관상 수상
- 2015. 02. 16 제11회 졸업식(남: 46, 여: 43, 총계: 1098명 졸업)
- 2015. 03. 01 20(1)학급 편성 운영

## 참고 자료
- 양지초등학교 - 한국교육학술정보원 학교알리미